# Чемпионат Канады по волейболу среди женщин
Чемпионат Канады по волейболу среди женщин — соревнование женских волейбольных команд Канады. Проводится с 1953 года.

## Формула соревнований
После 2004 года соревнования проводились нерегулярно. Чемпионат 2025 года прошёл с 28 по 30 марта в Гатино (провинция Квебек). На первом этапе 12 команд были разделены на 4 группы, в которых играли в один круг. Все вышли в плей-офф (победители групп — напрямую в четвертьфинал) и далее по системе с выбыванием определили финалистов, которые разыграли первенство. На всех стадиях плей-офф соперничавшие пары команд играли по одному матчу. Матчи проводились до двух выигранных партий одним из соперников.
В чемпионате 2025 года приняли участие 12 команд: «Лисайд Ливиатанс» (Торонто), «Три-Джиз» (Оттава), «Ситадель де Квебек» (Гатино), «МТЛ Плаж» (Монреаль), «Нордикс» (Квебек), «Эвертон Перфоманс» (Монреаль), «Оттава Фьюжн» (Оттава), «Эвертон Элит» (Монреаль), CISM (Галифакс), «Ред Хот Мастерс» (Квебек), «Брандон Юнивёрсити» (Брандон), «Карлтон Рэвенс» (Оттава). В финале «Лисайд Левиатанс» победил команду «Три-Джиз» со счётом 2:0. 3-е место занял «Ред Хот Мастерс».

## Чемпионы
| - 1953 «Монреаль Интернешнл Латвиянс» Монреаль - 1954 «Монреаль Интернешнл Латвиянс» Монреаль - 1955 «Монреаль Интернешнл Латвиянс» Монреаль - 1956 «Монреаль Интернешнл Латвиянс» Монреаль - 1957 «Торонто Калев» Торонто - 1958 «Торонто Калев» Торонто - 1959 «Бродвью YMKA» Торонто - 1960 «Торонто Юнивёрсити Блэкс» Торонто - 1961 «Торонто Юнивёрсити Блэкс» Торонто - 1962 «Торонто Юнивёрсити Блэкс» Торонто - 1963 «Торонто Юнивёрсити Блюз» Торонто - 1964 «Ванкувер Эламз» Ванкувер - 1965 «Торонто Ривэлз» Торонто - 1966 «Ванкувер Эламз» Ванкувер - 1967 «Ванкувер Марпоул» Ванкувер - 1968 «Ванкувер Ренфью» Ванкувер - 1969 «Ванкувер Кэлонз» Ванкувер - 1970 «Ванкувер Кэлонз» Ванкувер - 1971 «Ванкувер Кэлонз» Ванкувер - 1972 «Ванкувер Кэлонз» Ванкувер - 1973 «Ванкувер Чимос» Ванкувер - 1974 «Ванкувер Чимос» Ванкувер - 1975 «Ванкувер Чимос» Ванкувер - 1976 «Юнивёрсити Шербрук» Шербрук - 1977 «Ванкувер Чимос» Ванкувер - 1978 «Тандереттс» Ванкувер - 1979 «Ванкувер ОТЛ» Ванкувер - 1980 «Ванкувер ОТЛ» Ванкувер - 1981 «Леди Бизонс» Виннипег - 1982 «Чимос Ред Лайонз» Ванкувер - 1983 «Чимос Ред Лайонз» Ванкувер - 1984 «Прери Блю» Виннипег - 1985 «Прери Блю» Виннипег - 1986 «Юнивёрсити Шербрук» Шербрук | - 1987 «Шербрук Юнивёрсити» Шербрук - 1988 (запад) «Тёрд Дебют» Ванкувер - 1988 (восток) чемпионат не состоялся - 1989 (запад) «Диннис» Эдмонтон - 1989 (восток) «Сеньор Эйсез» Галифакс - 1990 «Диннис» Эдмонтон - 1991 «Пантерз» Монреаль - 1992 «Диннис» Эдмонтон - 1993 «Селтик» Монреаль - 1994 «Майлстоун» Ванкувер - 1995 (запад) «Халф энд Халф» Эдмонтон - 1995 (восток) «Курт Джестерз» Торонто - 1996 «Селтик» Монреаль - 1997 «Дигс» Торонто - 1998 «Дигс» Торонто - 1999 «Соларз» Торонто - 2000 (запад) «Фог» Эдмонтон - 2000 (восток) «Сент-Джон Блэк Мэджик» Сент-Джон - 2001 «Поларис» Торонто - 2002 «Поларис» Торонто - 2003 «Мак Эббот» Монреаль - 2004 «Фог» Эдмонтон - 2005 чемпионат не состоялся - 2006 «Терминаторз» Торонто - 2007 чемпионат не состоялся - 2008 TYS Эдмонтон - 2009—2011 чемпионаты не состоялись - 2012 «Магнум» Торонто - 2013—2022 чемпионаты не состоялись - 2023 «Юнити-Альфа» Торонто - 2024 (запад) «Пёрсьют» Эдмонтон - 2024 (восток) «Лисайд Ливиатанс» Торонто - 2025 «Лисайд Ливиатанс» Торонто |